# Italochrysa illustris
Italochrysa illustris is een insect uit de familie van de gaasvliegen (Chrysopidae), die tot de orde netvleugeligen (Neuroptera) behoort. 
Italochrysa illustris is voor het eerst wetenschappelijk beschreven door Hölzel & Ohm in 2003.